# شانه‌موش داربینی
شانه‌موش داربینی (نام علمی: Ctenomys dorbignyi) نام یک گونه از سرده شانه‌موش است.